# Ciudad Universitaria (Madrid)

Logotipo de la Ciudad Universitaria.
Su estilo es parecido al escudo de la Universidad Complutense de Madrid, pero sustituyendo su interior por las iniciales de Ciudad Universitaria, es decir, por la C y por la U.

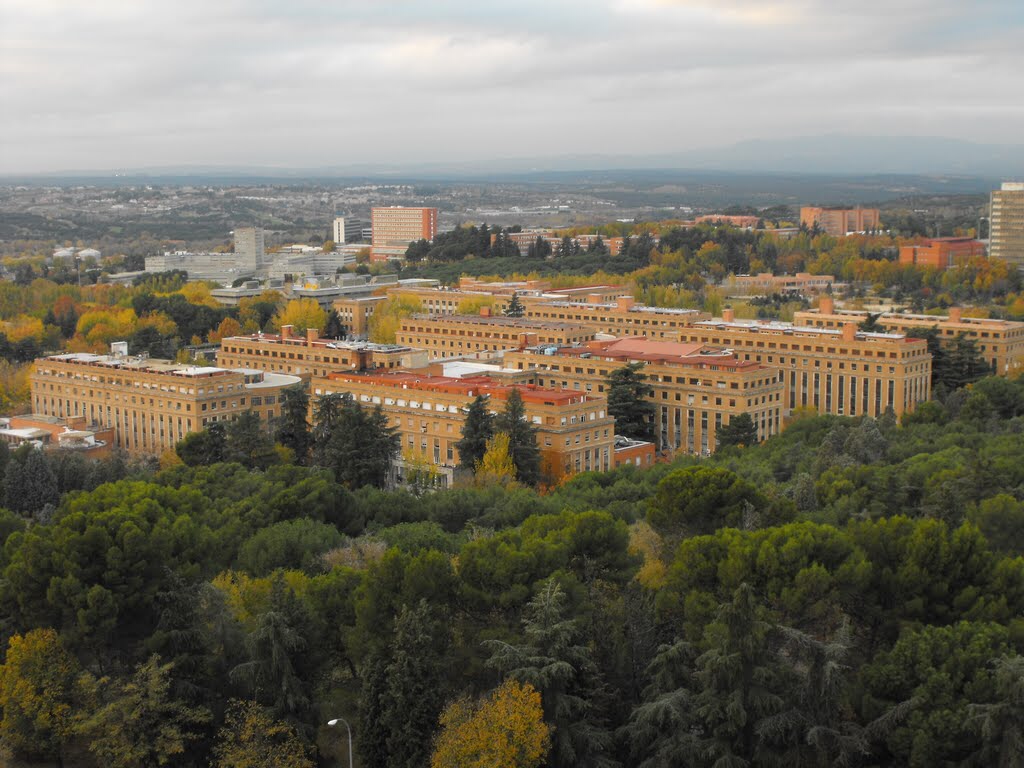
Vista general de la Ciudad Universitaria de Madrid. En primer plano, la Facultad de Medicina de la Universidad Complutense.

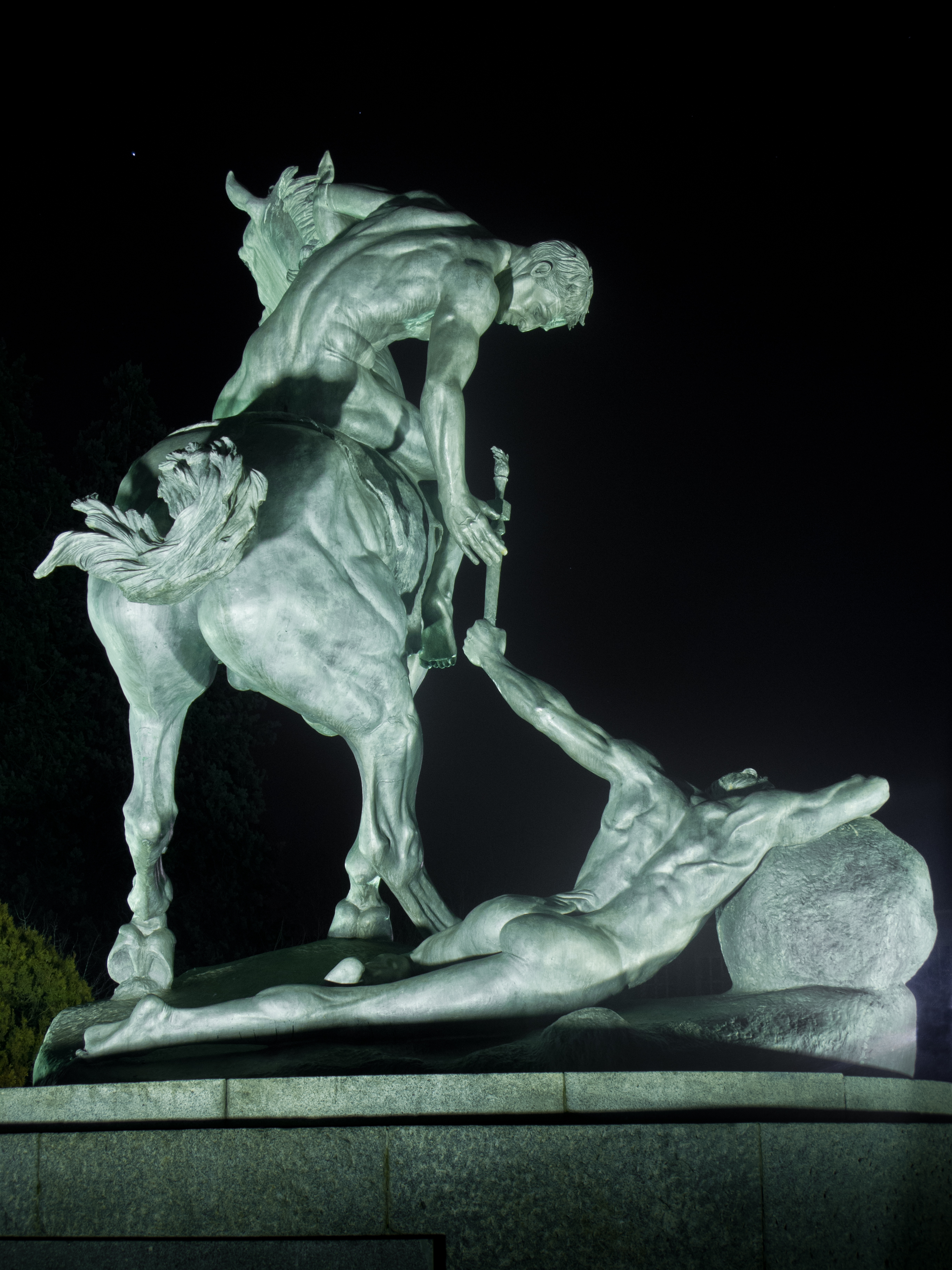
Escultura de Los portadores de la antorcha, en la céntrica plaza de Ramón y Cajal.

Ciudad Universitaria es un barrio de la ciudad de Madrid, ubicado en el distrito de Moncloa-Aravaca. Alberga las instalaciones de diversas universidades, de ahí su nombre.

## Descripción
Tiene una superficie de 1.425,09 hectáreas. Oficialmente los límites del barrio son: por el norte, la avenida de la Ilustración y la tapia del Monte de El Pardo; por el este, las calles Juan José López Ibor, Nueva Zelanda, Isla de Oza, Antonio Machado, Francos Rodríguez, Numancia, Doctor Federico Rubio y Gali, y la avenida Pablo Iglesias; por el sur, la avenida de la Reina Victoria, la avenida Moncloa, el paseo de Juan XXIII, la calle de Isaac Peral, la avenida de la Memoria, la avenida de Séneca, y la carretera de Castilla; y por el oeste, las vallas del hipódromo de la Zarzuela y la tapia de la Casa de Campo.
En este barrio se ubica la mayor parte de las facultades y escuelas superiores de la Universidad Complutense de Madrid y de la Universidad Politécnica de Madrid, así como más de una treintena de colegios mayores e instalaciones de la Universidad Nacional de Educación a Distancia. En esta área de marcado ambiente universitario existen, además de las facultades y rectorados, numerosas residencias de estudiantes, colegios mayores, tres polideportivos, piscinas, un jardín botánico y extensas zonas verdes.
Por último, cabe destacar que dentro de este barrio se encuentra una de las zonas residenciales más caras de Madrid, la Ciudad Puerta de Hierro.

## Historia
La reina Isabel II reabrió las universidades que su padre, Fernando VII, había cerrado y en 1836 trasladó el campus de la Complutense a Madrid, pasándose a llamar Universidad Central y alojándola principalmente en la calle de San Bernardo, pero también en una serie de caserones y locales dispersos por el casco urbano de Madrid, dando así lugar a una universidad físicamente fragmentada, en particular en lo que se refería a edificios dedicados a las disciplinas médicas, dependientes de la Facultad de Medicina (Hospitales de San Carlos, de San José y Santa Adela o la Escuela de Matronas de Santa Cristina).
Ante la necesidad de modernizar y concentrar las diferentes facultades y escuelas y en gran medida a instancias del rey Alfonso XIII, el 17 de mayo de 1927, se constituyó la Junta de la Ciudad Universitaria, compuesta por personajes destacados por ostentar cargos importantes en la administración, en la enseñanza, o por su relieve social. La Junta disfrutó de una considerable autonomía y fue responsable no solo de los aspectos pedagógicos sino también de los financieros, económicos, administrativos, técnicos y de la ubicación y construcción del nuevo campus.
Para el emplazamiento de la Ciudad Universitaria, la Junta eligió la finca de La Moncloa, terrenos que hacia el final del siglo XVIII fueron cedidos a la Corona y que en 1866 pasaron a ser propiedad del Estado, que a su vez los cedió al Ministerio de Instrucción Pública el 3 de diciembre de 1928. Además fue necesario acceder a otra serie de propiedades particulares en la zona mediante compras, cesiones y permutas. A partir de ese momento se empezó a elaborar un proyecto urbanístico cuya ejecución estuvo a cargo de un equipo dirigido por el arquitecto y Director de la Escuela Técnica Superior de Arquitectura de Madrid, D. Modesto López Otero. La finca original, con una extensión superior a las 300 ha, se encontraba ligeramente fuera del casco urbano, en el noroeste de Madrid y en la margen izquierda del río Manzanares. La génesis, análisis y evolución histórica de Ciudad universitaria están recogidas en la tesis doctoral de Pilar Chías Navarro realizada en 1983, además de múltiples artículos y libros que publicó después.
Para conseguir recursos para la realización de este proyecto, se hicieron diversas suscripciones públicas y el 25 de julio de 1928 se estableció por real decreto una Lotería Universitaria a celebrar los días 27 de mayo, que aportaría unos 8 millones de pesetas cada año. Con la llegada al poder de la Segunda República en 1931, el 22 de octubre, se promulgó la Ley de la Ciudad Universitaria, respetando en la práctica el decreto de fundación de la Junta, siendo suprimidos los cargos políticos, sin embargo todo el equipo técnico, con López Otero al frente, fue ratificado. Las obras continuaron sin grandes cambios y en octubre de 1936, centenario del traslado a Madrid de la Complutense, estaba previsto inaugurar las facultades de Filosofía y Letras y la de Farmacia, así como la Escuela de Arquitectura, algunos campos de deporte y residencias de estudiantes.

### La Guerra Civil
Mediado el año 1936, estaban prácticamente terminadas la Facultad de Medicina, el Hospital Clínico y la Escuela de Odontología. Las secciones de Física y Química de la Facultad de Ciencias estaban muy avanzadas. Las obras continuaron hasta el inicio de la Guerra Civil, que sorprendió a Modesto López Otero en San Sebastián, siendo reemplazado por el arquitecto Sánchez Arcas.
A partir de noviembre de 1936, la Ciudad Universitaria fue donde tuvo lugar gran parte de la defensa de Madrid de los ataques de las tropas rebeldes, que llegaron a ocupar los restos que quedaban del Clínico, el Asilo de Santa Cristina, el Instituto de Higiene, las Escuelas de Agrónomos y de Arquitectura, la Casa de Velázquez y el Palacete de la Moncloa. Las tropas republicanas se mantuvieron en el resto de los edificios y en el Parque del Oeste. Esta situación se mantuvo durante un largo período, lo que dio lugar a la práctica destrucción de los edificios recientemente construidos y lo que fue peor, a la pérdida de valiosísima documentación, archivos, libros, etc.

### Posguerra
Terminada la guerra, se constituyó una nueva Junta Constructora, presidida por el propio Francisco Franco, de la que se puso de nuevo al frente de la Dirección Técnica a López Otero y al también arquitecto Pedro Muguruza Otaño. Como primera medida, se restauraron los antiguos edificios de la Universidad Central mientras se procedía a la demolición de los restos de las edificaciones de la Ciudad Universitaria y a su reconstrucción que se centró, en una primera fase, en las facultades de Filosofía, Ciencias Químicas y Farmacia, las escuelas de Arquitectura e Ingenieros Agrónomos, algunas residencias de estudiantes y el Pabellón de la Junta, todos ellos inaugurados el 12 de octubre de 1943. En una segunda fase, se reconstruyeron las facultades de Ciencias Físicas, de Odontología, y la Escuela de Ingenieros de Montes. Se inauguraron dos años después, en el mismo día y mes que la primera fase. La Facultad de Medicina no se completó hasta 1949 y el Hospital Clínico se fue inaugurando por etapas.
En los años cincuenta se construyeron numerosos colegios mayores, la Facultad de Derecho, y la Escuela de Ingenieros Navales. A partir de la instauración del nuevo régimen de Franco, el ámbito docente estuvo cargado del contenido ideológico del Movimiento Nacional, siendo por ejemplo obligatoria, durante años, la afiliación de los estudiantes al Sindicato Español Universitario (S.E.U.) y en donde estaba muy presente la moral católica. A lo largo de la segunda parte de la década de los 60 y primera mitad de los años 70, frentes de estudiantes universitarios protagonizaron sonadas revueltas en contra del régimen.

## En la actualidad
En esta área de marcado ambiente universitario existen, además de las facultades y rectorados, numerosas residencias de estudiantes, seis colegios mayores propios y una larga serie de adscritos. Cuenta con numerosas bibliotecas, incluidas las virtuales, también con instalaciones deportivas en Cantarranas, Ntra. Sra. de la Almudena, Paraninfo, Somosaguas y Zona Sur, con un Jardín Botánico y con extensas zonas verdes. En todas sus dependencias se desarrollan una amplia variedad de actividades culturales y para-universitarias.
En sus centros docentes, cerca de 90.000 alumnos pueden cursar cada año 77 titulaciones oficiales, alrededor de 200 títulos propios y aproximadamente igual número de doctorados.

## Universidades y otras entidades en la Ciudad Universitaria
- Universidad Complutense de Madrid
- Universidad Politécnica de Madrid
- Universidad Nacional de Educación a Distancia
- Universidad Antonio de Nebrija
- Universidad Pontificia de Salamanca
- Universidad Internacional Menéndez Pelayo (sólo el domicilio social)
- CUNEF Universidad

## Ubicación

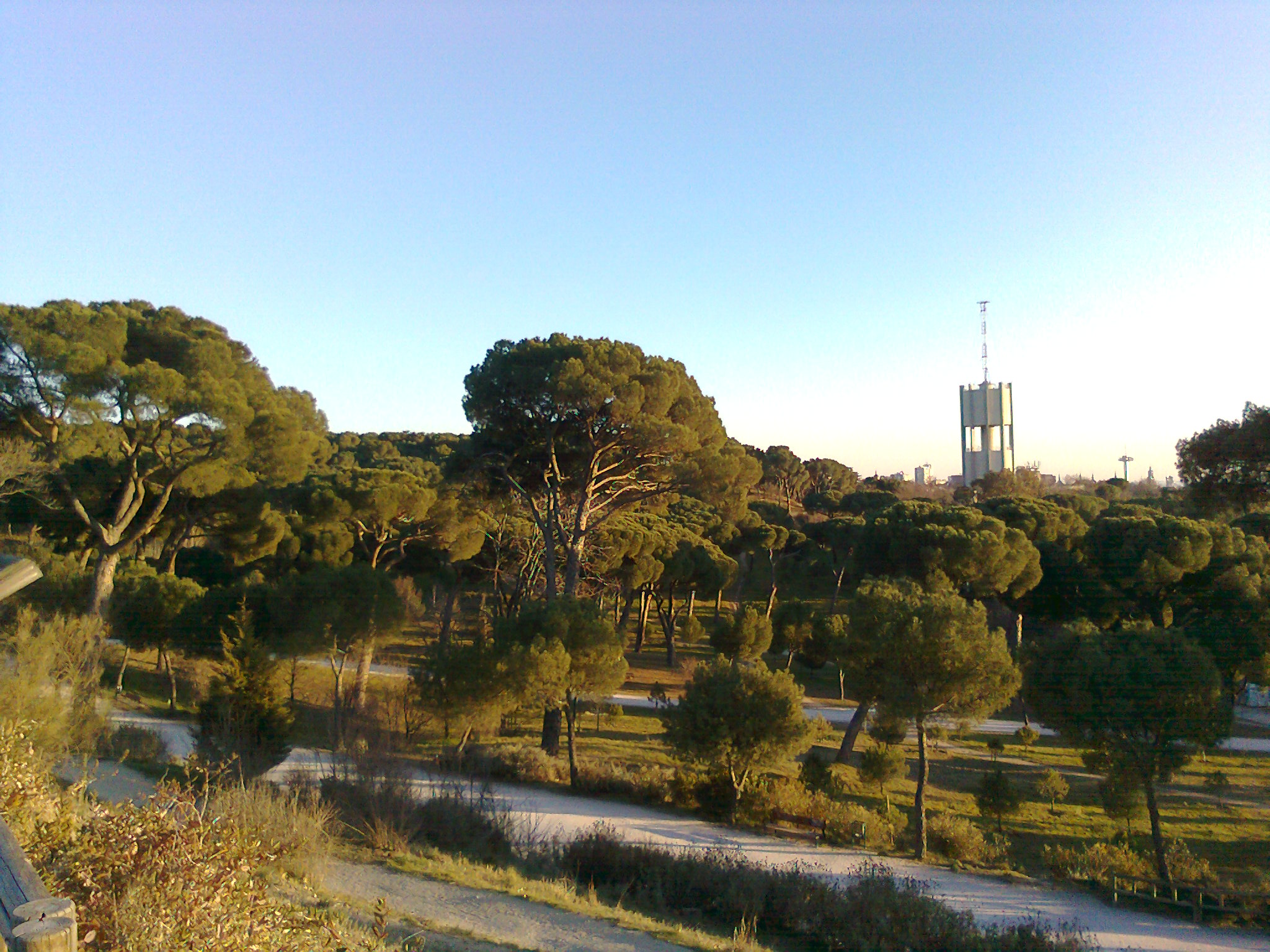
El Parque de la Dehesa de la Villa.

La Ciudad Universitaria está vertebrada por la Avenida Complutense y la autovía del Noroeste. En la zona oeste del barrio está el Palacio de la Moncloa y al norte delimita con el parque de la Dehesa de la Villa.

## Transporte

### Cercanías Madrid
Las estaciones de Cercanías Madrid más cercanas son la de Nuevos Ministerios (C-1, C-2, C-3, C-4, C-7, C-8 y C-10) y la de Príncipe Pío (C-1, C-7 y C-10) a las que se puede acceder fácilmente mediante la línea 6 de metro.

### Metro de Madrid
Las líneas 3, 6 y 7 dan servicio al barrio:
- La línea 3 da servicio al extremo sur del barrio con su cabecera Moncloa.
- La línea 6 da servicio al campus de Ciudad Universitaria con las estaciones Moncloa, Ciudad Universitaria y Vicente Aleixandre. También posee otra parada en el barrio: Guzmán el Bueno.
- La línea 7 da servicio al este del barrio con las estaciones Guzmán el Bueno y Francos Rodríguez.

### Autobuses

#### Líneas urbanas
Dentro de las líneas de la EMT, son de especial importancia la F, la G, la U, la 46, la 82, la 83, la 132 y la 133 por dar servicio al campus universitario (sobre todo la G y la U).
| Línea | Terminales                                 |
| ----- | ------------------------------------------ |
| 1     | Cristo Rey – Prosperidad                   |
| 16    | Moncloa – Pío XII                          |
| 44    | Callao – Marqués de Viana                  |
| 45    | Legazpi – Reina Victoria                   |
| 46    | Sevilla – Moncloa                          |
| 61    | Moncloa – Narváez                          |
| 64    | Cuatro Caminos – Pitis                     |
| 82    | Moncloa – Pitis                            |
| 83    | Moncloa – Barrio de la Paz                 |
| 126   | Nuevos Ministerios – Barrio del Pilar      |
| 127   | Cuatro Caminos – Ciudad de los Periodistas |
| 128   | Cuatro Caminos – Barrio del Pilar          |
| 132   | Moncloa – Hospital La Paz                  |
| 133   | Callao – Mirasierra                        |
| 137   | Ciudad Puerta de Hierro – Fuencarral       |
| 160   | Moncloa – Aravaca                          |
| 161   | Moncloa – Aravaca Sur                      |
| 162   | Moncloa – El Barrial                       |
| 164   | Moncloa - El Pardo                         |
| C1    | Circular 1                                 |
| C2    | Circular 2                                 |
| A     | Moncloa – Campus de Somosaguas             |
| F     | Cuatro Caminos – Ciudad Universitaria      |
| G     | Moncloa – Ciudad Universitaria             |
| U     | Av. Séneca – Paraninfo                     |
| N20   | Cibeles – Pitis                            |
| N21   | Cibeles – Arroyo del Fresno                |
| N31   | Moncloa - El Pardo                         |
| NC1   | Circular 1                                 |
| NC2   | Circular 2                                 |

#### Línea Largo Recorrido VAC-246: Segovia
Existe una línea de autobús operada por Avanza Movilidad Integral que conecta Segovia, Revenga, Ortigosa del Monte, Otero de Herreros, Los Ángeles de San Rafael y San Rafael con el campus de Ciudad Universitaria de Madrid durante el periodo universitario. Dicha línea efectua parada en diversas facultades, las cuales son: Avda. Complutense-Agrónomos, Metro Ciudad Universitaria, Avda. Complutense-Jardín Botánico, Paraninfo-Matemáticas, Paraninfo-Telecomunicaciones y Paraninfo-Derecho. 
Antes de la pandemia llegó a contar con 6 expediciones diarias por sentido, actualmente cuenta con 4 de lunes a viernes en Periodo Universitario.
| VAC-246              |                               |
| Segovia              | 1693 Paraninfo-Matemáticas    |
| 6:30 7:15 7:45 12:30 | 12:35 14:30 15:05 18:20 21:15 |

- Opera de lunes a viernes en periodo universitario

### Antiguo Tranvía
En un principio la Ciudad Universitaria contó con un tranvía que salía de la Plaza de la Moncloa, en Madrid. Cuando el Ayuntamiento abandonó los tranvías, como medio de transporte público en el municipio, se procedió a su cierre. En la actualidad es posible ver una pequeña parte de la infraestructura del antiguo tranvía, que en su mayoría ha sido peatonalizada.

## En la ficción
Los edificios de la Ciudad Universitaria de Madrid ha sido un elemento relevante en algunas obras de ficción. Entre ellas, podemos destacar las siguientes:
- La noche de los tiempos. Novela de Antonio Muñoz Molina (Seix Barral, 2009). El personaje central es el arquitecto ficticio Ignacio Abel, responsable del proyecto de la Ciudad Universitaria, interrumpido por el estallido de la guerra civil. Reflexiona extensamente sobre su significado e historia.
- Margarita se llama mi amor, película española de 1962 que se desarrolla en la Ciudad Universitaria.
- Los años bárbaros, película de Fernando Colomo (1998), que comienza con la pintada reivindicativa en la Facultad de Filosofía y Letras en 1948, que motivará la condena de los autores en las obras del Valle de los Caídos.

Al ser uno de los frentes de la Guerra Civil, también puede aparecer en la extensa bibliografía y filmografía sobre ella.